# Куксунгурська група залізорудних родовищ
Куксунгурську групу залізорудних родовищ утворюють: Куксунгурське, Сергіївське, Корсакське, Новоукраїнське і Павлівське родовища залізистих кварцитів, які розташовані в межах Приморського і Приазовського районів Запорізької області, за 120 км на південний схід від м. Запоріжжя. 

## Опис
Одне від одного родовища віддалені на відстань 2—12 км. Балансові запаси залізних руд Куксунгурського родовища по промислових категоріях В і С1 оцінені в 237 млн т (1987).
Куксунгурське родовище (відоме з середини ХІХ ст., його промислові перспективи встановлені в 1980-х роках) складене глибокометаморфізованими породами нижнього протерозою. Залізні руди — кумінгтоніт-магнетитові та піроксен-магнетитові кварцити. Пластоподібні поклади протяжністю 3800 м та середньою потужністю 62 м приурочені до замкової частини синкліналі, ускладненої крупними розломами. Руди простежені за падінням до 500—650 м. Вміст загального заліза в рудах 29-31 %, магнетитового — 25-27 %, оксиду фосфору до 0,12 %, сірки до 0,02 %. Руди легкозбагачувані. Потужність розкриття 5-25 м, кори вивітрювання до 20-75 м.